# L'ultima canzone (romanzo)
L'ultima canzone (The Last Song) è un romanzo dello scrittore statunitense Nicholas Sparks, pubblicato nel 2009. È stato seguito dall'uscita nel 2010 dell'omonimo film The Last Song, diretto da Julie Anne Robinson e interpretato da Miley Cyrus e Liam Hemsworth, nei ruoli di Ronnie e Will.

## Trama
Veronica "Ronnie" Miller è una diciassettenne ribelle che non ha un buon rapporto con nessuno dei suoi genitori, divorziati da anni: né con la madre, Kim, con cui vive a New York (insieme al fratellino Jonah), né tantomeno con il padre Steve, che vive a Wrightsville Beach, in Carolina del Nord. In particolare Ronnie ha un forte risentimento verso il padre, colpevole secondo lei di essersi allontanato dalla famiglia per inseguire le sue aspirazioni di musicista. Per questo motivo Ronnie si rifiuta di riprendere a suonare il pianoforte, cosa che amava fare da bambina con Steve. 
Quando giunge l'estate, Kim decide che i suoi figli la trascorreranno proprio a Wrightsville Beach con il padre, e Ronnie si sente furiosa; quello che ancora non sa è che proprio lì si accinge a vivere i mesi più emozionanti della sua vita. Una volta arrivata in città, Ronnie fa di tutto per tenersi il più possibile lontana da casa, iniziando a girovagare per la spiaggia. Qui assiste a una partita di volley e incontra uno dei giocatori, Will Blakelee, che accidentalmente le rovescia una bevanda addosso. Più tardi, Ronnie si imbatte in Blaze, anche lei una teenager ribelle, con cui fa subito amicizia, tanto da accettare il suo invito a vedere uno spettacolo del fidanzato di lei, Marcus. Quest'ultimo compie dei giochi di prestigio con delle sfere di fuoco e, una volta finito lo show, viene inseguito dalla polizia. Riuscito a fuggire, Marcus tenta di mettere le mani addosso a Ronnie, la quale però riesce a difendersi e a scappare. Una volta tornata a casa, Ronnie vede sulla spiaggia delle uova di tartaruga marina insidiate dai procioni e decide di metterle in salvo, rimanendo a dormire fuori per tenerle d'occhio. Proprio sulla spiaggia rivede Will, e dopo aver trascorso delle notti a chiacchierare con lui e a sorvegliare le uova capisce di essersene innamorata. Will però appartiene a una famiglia molto ricca e potente, che non vede di buon occhio la sua vicinanza con Ronnie, anche se il ragazzo non sembra curarsene. Dopo circa due mesi insieme, Will invita Ronnie al matrimonio di sua sorella, ma la festa viene rovinata dall'irruzione di Marcus, che causa a Ronnie non pochi problemi: infatti i Blakelee sono convinti che la colpa di quanto accaduto sia sua. Ronnie allora, intuendo l'odio dei genitori di Will nei suoi confronti, litiga con lui e decide di lasciarlo. Dopo aver parlato con la sorella del ragazzo però Ronnie torna sui suoi passi e si riconcilia con Will durante un torneo di volley. Più tardi Ronnie viene a sapere che la sua amica Blaze è rimasta ferita durante uno spettacolo con le sfere di fuoco e insieme a Will si precipita in ospedale. Ronnie porta Will a casa sua e gli mostra la vetrata che il padre Steve e il fratello Jonah stanno costruendo per la chiesetta locale, distrutta in seguito a un incendio. Negli ultimi tempi Ronnie ha migliorato il suo rapporto con il padre, ma proprio quando l'estate sta ormai per giungere al termine scopre qualcosa di sconvolgente: Steve ha un cancro allo stomaco e non sopravviverà al prossimo inverno; è questo il vero motivo per cui sua madre Kim aveva tanto insistito affinché lei e Jonah trascorressero l'estate a Wrightsville Beach. Ronnie è disperata, e anche il suo rapporto con Will ne risente, ma alla fine trova la forza di reagire portando a termine, con l'aiuto proprio di Will e di Jonah, la realizzazione della vetrata per la nuova chiesa. Al termine dell'estate, Kim torna a prendere Jonah, ma Ronnie decide di restare al fianco di Steve. Dopo una serie di incomprensioni, Ronnie decide di lasciare Will, il quale parte per una prestigiosa università. Standogli vicino, Ronnie rivaluta il padre, scoprendo tante verità che ignorava, leggendo vecchie lettere e ricominciando a suonare il pianoforte, che per tanto tempo aveva detestato considerandolo la causa del distacco tra lei e Steve. Scopre così che il padre prima che la malattia degenerasse stava componendo per lei un'ultima canzone: Ronnie finisce di comporla e la suona in presenza di Steve. Al funerale di quest'ultimo, Ronnie riconosce i genitori di Will, e spera che anche il suo ex, in realtà mai dimenticato, sia presente. Ai due basta poco per riappacificarsi e capire che i sentimenti che provano l'uno per l'altra sono ancora molto forti, ma al termine del loro breve incontro ognuno prende una strada diversa: Will parte per l'Europa, mentre Ronnie torna a New York. La ragazza decide di iscriversi alla Juilliard School per continuare a studiare musica, e la sua felicità è massima quando Will la raggiunge dicendole che ha deciso di studiare alla Columbia University di New York per stare con lei.

## Edizioni
- Nicholas Sparks, L'ultima canzone, Frassinelli, 2009. ISBN 88-88320-46-6